# Saint-Sauveur-de-Ginestoux
Saint-Sauveur-de-Ginestoux là một xã ở tỉnh Lozère trong vùng Occitanie, phía nam nước Pháp.